# Doylestown, Pennsylvania
Doylestown là một thị trấn thuộc quận Bucks, tiểu bang Pennsylvania, Hoa Kỳ. Năm 2010, dân số của thị trấn này là 8380 người.